# Centropyge argi
Centropyge argi es una especie de pez ángel marino de la familia Pomacanthidae. Están distribuidos en el Océano Atlántico occidental: Bermudas y Florida, Desde Estados Unidos a la Guayana Francesa, incluyendo el Golfo de México y el Mar del Caribe.

## Características
Su longitud máxima es de 8 cm, se encuentran en las grietas y hendiduras de los arrecifes, en una profundidad que va de los 5 a los 80 m, se alimentan de algas. Son de color azulado, menos la cabeza y el pecho que es amarillento, tienen un círculo color azul alrededor de los ojos. Su cuerpo es aplanado. 